# Opacibidion rugicolle
Opacibidion rugicolle là một loài bọ cánh cứng trong họ Cerambycidae.